# AKB48家族 猜拳大會2015
《AKB48家族 猜拳大會2015 ～可能有人覺得，將運氣用在這種地方好嗎？總之，還是得贏了再說不是嗎？～》（日语：第6回AKB48グループ ソロシングル争奪じゃんけん大会in横浜アリーナ〜こんなところで、運なんか使っちゃうのかと思うかもしれないが、とりあえず、勝たなきゃしょうがないだろ?〜），是日本女子偶像團體AKB48與相關姊妹團體之間一場以猜拳的形式來決定獲得個人出道單曲唱片機會的活動。
本屆比賽於2015年9月16日於橫濱體育館舉行。優勝者為AKB48 Team K的藤田奈那，她得以個人名義發行出道單曲唱片「右腳的證明」（日语：右足エビデンス）。除了藤田外的其餘15位優勝者則成為集團出道單曲「你一直都在哪裡？」（日语：君は今までどこにいた?）的演唱成員。

## 比賽流程
黑體字為優勝者。所屬隊伍「研」為AKB48研究生、「榮研」為SKE48研究生、「難研」為NMB48研究生、「新」為NGT48成員、「新研」為NGT48研究生、「上」為SNH48成員。退賽者或有特別因素者以刪節號註記。
| 各區 | 1回戰    | 1回戰                 | 1回戰    | 2回戰                 | 3回戰                 | 4回戰               | 半準決賽          | 準決賽                | 決賽                |
| 各區 | 出場編號 | 姓名                  | 所屬隊伍 | 2回戰                 | 3回戰                 | 4回戰               | 半準決賽          | 準決賽                | 決賽                |
| ---- | -------- | --------------------- | -------- | --------------------- | --------------------- | ------------------- | ----------------- | --------------------- | ------------------- |
| A    | 1 2      | 前田亞美 磯原杏華     | A E      | 前田亞美 岡田彩花     | 前田亞美 野村奈央     | 野村奈央 佐藤妃星   | 佐藤妃星 西野未姫 | 西野未姫 藤田奈那     | 藤田奈那 中西智代梨 |
| A    | 3 4      | 高城亞樹 岡田彩花     | K 4      | 前田亞美 岡田彩花     | 前田亞美 野村奈央     | 野村奈央 佐藤妃星   | 佐藤妃星 西野未姫 | 西野未姫 藤田奈那     | 藤田奈那 中西智代梨 |
| A    | 5 6      | 大島涼花 野村奈央     | B 研     | 野村奈央 竹内美宥     | 前田亞美 野村奈央     | 野村奈央 佐藤妃星   | 佐藤妃星 西野未姫 | 西野未姫 藤田奈那     | 藤田奈那 中西智代梨 |
| A    | 7        | 竹内美宥              | B        | 野村奈央 竹内美宥     | 前田亞美 野村奈央     | 野村奈央 佐藤妃星   | 佐藤妃星 西野未姫 | 西野未姫 藤田奈那     | 藤田奈那 中西智代梨 |
| A    | 8 9      | 鈴木瑪莉亞 高橋南     | 上/K A   | 高橋南 佐藤妃星       | 佐藤妃星 小嶋陽菜     | 野村奈央 佐藤妃星   | 佐藤妃星 西野未姫 | 西野未姫 藤田奈那     | 藤田奈那 中西智代梨 |
| A    | 10 11    | 佐藤妃星 山本彩       | 4 N/K    | 高橋南 佐藤妃星       | 佐藤妃星 小嶋陽菜     | 野村奈央 佐藤妃星   | 佐藤妃星 西野未姫 | 西野未姫 藤田奈那     | 藤田奈那 中西智代梨 |
| A    | 12 13    | 小嶋陽菜 小嶋真子     | A 4      | 小嶋陽菜 吉田朱里     | 佐藤妃星 小嶋陽菜     | 野村奈央 佐藤妃星   | 佐藤妃星 西野未姫 | 西野未姫 藤田奈那     | 藤田奈那 中西智代梨 |
| A    | 14       | 吉田朱里              | N        | 小嶋陽菜 吉田朱里     | 佐藤妃星 小嶋陽菜     | 野村奈央 佐藤妃星   | 佐藤妃星 西野未姫 | 西野未姫 藤田奈那     | 藤田奈那 中西智代梨 |
| B    | 15 16    | 白間美瑠 渋谷凪咲     | M/A BII  | 渋谷凪咲 荒井優希     | 渋谷凪咲 西野未姫     | 西野未姫 近藤萌恵里 | 佐藤妃星 西野未姫 | 西野未姫 藤田奈那     | 藤田奈那 中西智代梨 |
| B    | 17 18    | 内木志 荒井優希       | BII KII  | 渋谷凪咲 荒井優希     | 渋谷凪咲 西野未姫     | 西野未姫 近藤萌恵里 | 佐藤妃星 西野未姫 | 西野未姫 藤田奈那     | 藤田奈那 中西智代梨 |
| B    | 19 20    | 小笠原茉由 西野未姫   | A 4      | 西野未姫 朝長美桜     | 渋谷凪咲 西野未姫     | 西野未姫 近藤萌恵里 | 佐藤妃星 西野未姫 | 西野未姫 藤田奈那     | 藤田奈那 中西智代梨 |
| B    | 21       | 朝長美櫻              | KIV/4    | 西野未姫 朝長美桜     | 渋谷凪咲 西野未姫     | 西野未姫 近藤萌恵里 | 佐藤妃星 西野未姫 | 西野未姫 藤田奈那     | 藤田奈那 中西智代梨 |
| B    | 22 23    | 谷口惠 伊藤來笑       | A KIV    | 谷口惠 梅田綾乃       | 谷口惠 近藤萌恵里     | 西野未姫 近藤萌恵里 | 佐藤妃星 西野未姫 | 西野未姫 藤田奈那     | 藤田奈那 中西智代梨 |
| B    | 24 25    | 梅田綾乃 谷川聖       | B 8      | 谷口惠 梅田綾乃       | 谷口惠 近藤萌恵里     | 西野未姫 近藤萌恵里 | 佐藤妃星 西野未姫 | 西野未姫 藤田奈那     | 藤田奈那 中西智代梨 |
| B    | 26 27    | 冨吉明日香 近藤萌恵里 | KIV 8    | 近藤萌恵里 村重杏奈   | 谷口惠 近藤萌恵里     | 西野未姫 近藤萌恵里 | 佐藤妃星 西野未姫 | 西野未姫 藤田奈那     | 藤田奈那 中西智代梨 |
| B    | 28       | 村重杏奈              | KIV      | 近藤萌恵里 村重杏奈   | 谷口惠 近藤萌恵里     | 西野未姫 近藤萌恵里 | 佐藤妃星 西野未姫 | 西野未姫 藤田奈那     | 藤田奈那 中西智代梨 |
| C    | 29 30    | 福岡聖菜 服部有菜     | B 8      | 福岡聖菜 込山榛香     | 福岡聖菜 堀詩音       | 福岡聖菜 藤田奈那   | 藤田奈那 橫山由依 | 西野未姫 藤田奈那     | 藤田奈那 中西智代梨 |
| C    | 31 32    | 磯佳奈江 込山榛香     | BII 4    | 福岡聖菜 込山榛香     | 福岡聖菜 堀詩音       | 福岡聖菜 藤田奈那   | 藤田奈那 橫山由依 | 西野未姫 藤田奈那     | 藤田奈那 中西智代梨 |
| C    | 33 34    | 名取稚菜 下口緋奈奈   | 4 K      | 下口緋奈奈 堀詩音     | 福岡聖菜 堀詩音       | 福岡聖菜 藤田奈那   | 藤田奈那 橫山由依 | 西野未姫 藤田奈那     | 藤田奈那 中西智代梨 |
| C    | 35       | 堀詩音                | 難研     | 下口緋奈奈 堀詩音     | 福岡聖菜 堀詩音       | 福岡聖菜 藤田奈那   | 藤田奈那 橫山由依 | 西野未姫 藤田奈那     | 藤田奈那 中西智代梨 |
| C    | 36 37    | 藤田奈那 島崎遥香     | K A      | 藤田奈那 村山彩希     | 藤田奈那 田名部生來   | 福岡聖菜 藤田奈那   | 藤田奈那 橫山由依 | 西野未姫 藤田奈那     | 藤田奈那 中西智代梨 |
| C    | 38 39    | 村山彩希 岩佐美咲     | 4 B      | 藤田奈那 村山彩希     | 藤田奈那 田名部生來   | 福岡聖菜 藤田奈那   | 藤田奈那 橫山由依 | 西野未姫 藤田奈那     | 藤田奈那 中西智代梨 |
| C    | 40 41    | 田名部生來 田野優花   | B K      | 田名部生來 橋本陽菜   | 藤田奈那 田名部生來   | 福岡聖菜 藤田奈那   | 藤田奈那 橫山由依 | 西野未姫 藤田奈那     | 藤田奈那 中西智代梨 |
| C    | 42       | 橋本陽菜              | 8        | 田名部生來 橋本陽菜   | 藤田奈那 田名部生來   | 福岡聖菜 藤田奈那   | 藤田奈那 橫山由依 | 西野未姫 藤田奈那     | 藤田奈那 中西智代梨 |
| D    | 43 44    | 大川莉央 上西惠       | 4 N      | 上西惠 藤江麗奈       | 上西惠 達家真姫寶     | 上西恵 橫山由依     | 藤田奈那 橫山由依 | 西野未姫 藤田奈那     | 藤田奈那 中西智代梨 |
| D    | 45 46    | 藤江麗奈 内田眞由美   | M B      | 上西惠 藤江麗奈       | 上西惠 達家真姫寶     | 上西恵 橫山由依     | 藤田奈那 橫山由依 | 西野未姫 藤田奈那     | 藤田奈那 中西智代梨 |
| D    | 47 48    | 大森美優 達家真姫寶   | 4 B      | 達家真姫寶 松岡菜摘   | 上西惠 達家真姫寶     | 上西恵 橫山由依     | 藤田奈那 橫山由依 | 西野未姫 藤田奈那     | 藤田奈那 中西智代梨 |
| D    | 49       | 松岡菜摘              | H        | 達家真姫寶 松岡菜摘   | 上西惠 達家真姫寶     | 上西恵 橫山由依     | 藤田奈那 橫山由依 | 西野未姫 藤田奈那     | 藤田奈那 中西智代梨 |
| D    | 50 51    | 中野郁海 内山奈月     | 8/K B    | 中野郁海 橫山由依     | 橫山由依 鵜野瑞希     | 上西恵 橫山由依     | 藤田奈那 橫山由依 | 西野未姫 藤田奈那     | 藤田奈那 中西智代梨 |
| D    | 52       | 橫山由依              | A        | 中野郁海 橫山由依     | 橫山由依 鵜野瑞希     | 上西恵 橫山由依     | 藤田奈那 橫山由依 | 西野未姫 藤田奈那     | 藤田奈那 中西智代梨 |
| D    | 53 54    | 小林香菜 野口由芽     | B S      | 小林香菜 鵜野瑞希     | 橫山由依 鵜野瑞希     | 上西恵 橫山由依     | 藤田奈那 橫山由依 | 西野未姫 藤田奈那     | 藤田奈那 中西智代梨 |
| D    | 55       | 鵜野瑞希              | M        | 小林香菜 鵜野瑞希     | 橫山由依 鵜野瑞希     | 上西恵 橫山由依     | 藤田奈那 橫山由依 | 西野未姫 藤田奈那     | 藤田奈那 中西智代梨 |
| E    | 56 57    | 田北香世子 西潟茉莉奈 | A 新研   | 西潟茉莉奈 中西智代梨 | 中西智代梨 湯本亞美   | 中西智代梨 小嶋菜月 | 中西智代梨 飯野雅 | 中西智代梨 木﨑由里亞 | 藤田奈那 中西智代梨 |
| E    | 58 59    | 大場美奈 中西智代梨   | KII A    | 西潟茉莉奈 中西智代梨 | 中西智代梨 湯本亞美   | 中西智代梨 小嶋菜月 | 中西智代梨 飯野雅 | 中西智代梨 木﨑由里亞 | 藤田奈那 中西智代梨 |
| E    | 60 61    | 後藤萌咲 島田晴香     | B K      | 島田晴香 湯本亞美     | 中西智代梨 湯本亞美   | 中西智代梨 小嶋菜月 | 中西智代梨 飯野雅 | 中西智代梨 木﨑由里亞 | 藤田奈那 中西智代梨 |
| E    | 62       | 湯本亞美              | K        | 島田晴香 湯本亞美     | 中西智代梨 湯本亞美   | 中西智代梨 小嶋菜月 | 中西智代梨 飯野雅 | 中西智代梨 木﨑由里亞 | 藤田奈那 中西智代梨 |
| E    | 63 64    | 岩田華怜 伊豆田莉奈   | A 4      | 伊豆田莉奈 市川愛美   | 伊豆田莉奈 小嶋菜月   | 中西智代梨 小嶋菜月 | 中西智代梨 飯野雅 | 中西智代梨 木﨑由里亞 | 藤田奈那 中西智代梨 |
| E    | 65 66    | 市川愛美 宮脇咲良     | K KIV/A  | 伊豆田莉奈 市川愛美   | 伊豆田莉奈 小嶋菜月   | 中西智代梨 小嶋菜月 | 中西智代梨 飯野雅 | 中西智代梨 木﨑由里亞 | 藤田奈那 中西智代梨 |
| E    | 67 68    | 小嶋菜月 峯岸南       | A K      | 小嶋菜月 川本紗矢     | 伊豆田莉奈 小嶋菜月   | 中西智代梨 小嶋菜月 | 中西智代梨 飯野雅 | 中西智代梨 木﨑由里亞 | 藤田奈那 中西智代梨 |
| E    | 69       | 川本紗矢              | 4        | 小嶋菜月 川本紗矢     | 伊豆田莉奈 小嶋菜月   | 中西智代梨 小嶋菜月 | 中西智代梨 飯野雅 | 中西智代梨 木﨑由里亞 | 藤田奈那 中西智代梨 |
| F    | 70 71    | 坂口渚沙 太田彩夏     | 8/B 榮研 | 太田彩夏 高橋朱里     | 太田彩夏 橫島亞衿     | 橫島亞衿 飯野雅     | 中西智代梨 飯野雅 | 中西智代梨 木﨑由里亞 | 藤田奈那 中西智代梨 |
| F    | 72 73    | 高橋朱里 佐佐木優佳里 | 4 A      | 太田彩夏 高橋朱里     | 太田彩夏 橫島亞衿     | 橫島亞衿 飯野雅     | 中西智代梨 飯野雅 | 中西智代梨 木﨑由里亞 | 藤田奈那 中西智代梨 |
| F    | 74 75    | 橫島亞衿 中田千智     | B K      | 橫島亞衿 茂木忍       | 太田彩夏 橫島亞衿     | 橫島亞衿 飯野雅     | 中西智代梨 飯野雅 | 中西智代梨 木﨑由里亞 | 藤田奈那 中西智代梨 |
| F    | 76       | 茂木忍                | K        | 橫島亞衿 茂木忍       | 太田彩夏 橫島亞衿     | 橫島亞衿 飯野雅     | 中西智代梨 飯野雅 | 中西智代梨 木﨑由里亞 | 藤田奈那 中西智代梨 |
| F    | 77 78    | 北澤早紀 入山杏奈     | 4 A      | 入山杏奈 飯野雅       | 飯野雅 大和田南那     | 橫島亞衿 飯野雅     | 中西智代梨 飯野雅 | 中西智代梨 木﨑由里亞 | 藤田奈那 中西智代梨 |
| F    | 79 80    | 永尾瑪莉亞 飯野雅     | K 4      | 入山杏奈 飯野雅       | 飯野雅 大和田南那     | 橫島亞衿 飯野雅     | 中西智代梨 飯野雅 | 中西智代梨 木﨑由里亞 | 藤田奈那 中西智代梨 |
| F    | 81 82    | 岩立沙穂 山田菜菜美   | 4 8/A    | 岩立沙穂 大和田南那   | 飯野雅 大和田南那     | 橫島亞衿 飯野雅     | 中西智代梨 飯野雅 | 中西智代梨 木﨑由里亞 | 藤田奈那 中西智代梨 |
| F    | 83       | 大和田南那            | A        | 岩立沙穂 大和田南那   | 飯野雅 大和田南那     | 橫島亞衿 飯野雅     | 中西智代梨 飯野雅 | 中西智代梨 木﨑由里亞 | 藤田奈那 中西智代梨 |
| G    | 84 85    | 東李苑 木崎由里亞     | S B      | 木崎由里亞 西山怜那   | 木崎由里亞 石田晴香   | 木崎由里亞 阿部芽唯 | 木崎由里亞 相笠萌 | 中西智代梨 木﨑由里亞 | 藤田奈那 中西智代梨 |
| G    | 86 87    | 西山怜那 野澤玲奈     | A 4      | 木崎由里亞 西山怜那   | 木崎由里亞 石田晴香   | 木崎由里亞 阿部芽唯 | 木崎由里亞 相笠萌 | 中西智代梨 木﨑由里亞 | 藤田奈那 中西智代梨 |
| G    | 88 89    | 平田梨奈 石田晴香     | A K      | 石田晴香 加藤玲奈     | 木崎由里亞 石田晴香   | 木崎由里亞 阿部芽唯 | 木崎由里亞 相笠萌 | 中西智代梨 木﨑由里亞 | 藤田奈那 中西智代梨 |
| G    | 90       | 加藤玲奈              | B        | 石田晴香 加藤玲奈     | 木崎由里亞 石田晴香   | 木崎由里亞 阿部芽唯 | 木崎由里亞 相笠萌 | 中西智代梨 木﨑由里亞 | 藤田奈那 中西智代梨 |
| G    | 91 92    | 北川綾巴 阿部芽唯     | S/4 8    | 阿部芽唯 阿部瑪利亞   | 阿部芽唯 岡田奈奈     | 木崎由里亞 阿部芽唯 | 木崎由里亞 相笠萌 | 中西智代梨 木﨑由里亞 | 藤田奈那 中西智代梨 |
| G    | 93 94    | 阿部瑪利亞 向井地美音 | K        | 阿部芽唯 阿部瑪利亞   | 阿部芽唯 岡田奈奈     | 木崎由里亞 阿部芽唯 | 木崎由里亞 相笠萌 | 中西智代梨 木﨑由里亞 | 藤田奈那 中西智代梨 |
| G    | 95 96    | 岡田奈奈 多田愛佳     | 4 KIV    | 岡田奈奈 渡邊麻友     | 阿部芽唯 岡田奈奈     | 木崎由里亞 阿部芽唯 | 木崎由里亞 相笠萌 | 中西智代梨 木﨑由里亞 | 藤田奈那 中西智代梨 |
| G    | 97       | 渡邊麻友              | B        | 岡田奈奈 渡邊麻友     | 阿部芽唯 岡田奈奈     | 木崎由里亞 阿部芽唯 | 木崎由里亞 相笠萌 | 中西智代梨 木﨑由里亞 | 藤田奈那 中西智代梨 |
| H    | 98 99    | 相笠萌 矢方美紀       | K S      | 相笠萌 大家志津香     | 相笠萌 兒玉遥         | 相笠萌 渡邊美優紀   | 木崎由里亞 相笠萌 | 中西智代梨 木﨑由里亞 | 藤田奈那 中西智代梨 |
| H    | 100 101  | 大家志津香 矢吹奈子   | A H/B    | 相笠萌 大家志津香     | 相笠萌 兒玉遥         | 相笠萌 渡邊美優紀   | 木崎由里亞 相笠萌 | 中西智代梨 木﨑由里亞 | 藤田奈那 中西智代梨 |
| H    | 102 103  | 柏木由紀 武藤十夢     | B/新 K   | 武藤十夢 兒玉遥       | 相笠萌 兒玉遥         | 相笠萌 渡邊美優紀   | 木崎由里亞 相笠萌 | 中西智代梨 木﨑由里亞 | 藤田奈那 中西智代梨 |
| H    | 104      | 兒玉遥                | H/K      | 武藤十夢 兒玉遥       | 相笠萌 兒玉遥         | 相笠萌 渡邊美優紀   | 木崎由里亞 相笠萌 | 中西智代梨 木﨑由里亞 | 藤田奈那 中西智代梨 |
| H    | 105 106  | 中村麻里子 松井珠理奈 | A S/K    | 中村麻里子 吉田華戀   | 中村麻里子 渡邊美優紀 | 相笠萌 渡邊美優紀   | 木崎由里亞 相笠萌 | 中西智代梨 木﨑由里亞 | 藤田奈那 中西智代梨 |
| H    | 107      | 吉田華戀              | 8        | 中村麻里子 吉田華戀   | 中村麻里子 渡邊美優紀 | 相笠萌 渡邊美優紀   | 木崎由里亞 相笠萌 | 中西智代梨 木﨑由里亞 | 藤田奈那 中西智代梨 |
| H    | 108 109  | 渡邊美優紀 宮崎美穂   | BII/B A  | 渡邊美優紀 篠崎彩奈   | 中村麻里子 渡邊美優紀 | 相笠萌 渡邊美優紀   | 木崎由里亞 相笠萌 | 中西智代梨 木﨑由里亞 | 藤田奈那 中西智代梨 |
| H    | 110      | 篠崎彩奈              | K        | 渡邊美優紀 篠崎彩奈   | 中村麻里子 渡邊美優紀 | 相笠萌 渡邊美優紀   | 木崎由里亞 相笠萌 | 中西智代梨 木﨑由里亞 | 藤田奈那 中西智代梨 |

## 結果
| 名次   | 參賽編號 | 姓名       | 所屬隊伍 | 備註                                 |
| ------ | -------- | ---------- | -------- | ------------------------------------ |
| 第1名  | 36       | 藤田奈那   | K        | 發行個人出道單曲「右腳的證據」       |
| 第2名  | 59       | 中西智代梨 | A        | 發行集團出道單曲「你一直都在哪裡？」 |
| 第3名  | 20       | 西野未姫   | 4        |                                      |
| 第4名  | 85       | 木﨑由里亞 | B        |                                      |
| 第5名  | 10       | 佐藤妃星   | 4        |                                      |
| 第6名  | 80       | 飯野雅     | 4        |                                      |
| 第7名  | 52       | 横山由依   | A        |                                      |
| 第8名  | 98       | 相笠萌     | K        |                                      |
| 第9名  | 92       | 阿部芽唯   | 8        |                                      |
| 第10名 | 44       | 上西惠     | N        |                                      |
| 第11名 | 74       | 橫島亞衿   | B        |                                      |
| 第12名 | 6        | 野村奈央   | 研       |                                      |
| 第13名 | 27       | 近藤萌惠里 | 8        |                                      |
| 第14名 | 67       | 小嶋菜月   | A        |                                      |
| 第15名 | 108      | 渡邊美優紀 | BII/B    |                                      |
| 第16名 | 29       | 福岡聖菜   | B        |                                      |

## 幕後猜拳大會
正式名稱為「AKB48集團 幕後猜拳大會2015 最弱女王決賽」（日语：AKB48グループ 裏じゃんけん大会2015 最弱女王決定戦）。參加者為猜拳大會或預賽時從未獲勝過的個別隊伍成員，規則與猜拳大會剛好相反，輸家才能進入決賽。預賽依AKB48 Team 8、SKE48、NMB48及HKT48的順序於上述姐妹團於握手會的空檔時間於後台進行，最後由AKB48 Team 8的廣瀨夏樹與北玲名、SKE48的高柳明音與福士奈央、NMB48的石塚朱莉與小谷里歩、HKT48的淵上舞與駒田京伽於猜拳大會當日在橫濱體育館的後台與猜拳大會預賽時敗退的AKB48千葉惠里、久保怜音、樋渡結依及NGT48的荻野由佳、北原里英，和該屆大會曾獲勝之後敗退的竹内美宥、小笠原茉由、田野優花、内山奈月、田北香世子、茂木忍、北川綾巴、篠崎彩奈進行決賽，最終由AKB48 Team 8廣瀨夏樹獲勝。此次大會全部內容收錄在「右腳的證據」單曲DVD中。

## 外部連結
- AKB48家族 猜拳大會2015（页面存档备份，存于）－AKB48官方網站